# Saha Airlines
Saha Airlines (перс. هواپیمایی ساها) — іранська авіакомпанія, що базується в Тегерані та виконує планові внутрішні рейси.

## Історія
Заснована в 1990 році як Saha Airlines і повністю належить ВПС Ісламської Республіки Іран. Вона здійснює внутрішні пасажирські перевезення, використовуючи літаки Boeing 737—300, а також вантажні чартерні судна, що здійснюються з вантажоперевезеннями Boeing 747 за потреби. Авіакомпанія Saha Airlines була останнім цивільним оператором Boeing 707 у світі.
3 травня 2013 року всі операції припинені, а авіакомпанія Saha Airlines знову почала працювати у 2017 році.

## Аварії та інциденти
- 20 квітня 2005 року рейс 171 авіакомпанії Saha Airlines, Boeing 707-320C, реєстрація EP-SHE, що літав з острова Кіш, зазнав аварії на посадці в аеропорту Мехрабад, Тегеран, після нестабільного підходу з більш високою швидкістю, ніж рекомендована. Шестерні та/або шина не вийшли після приземлення, і політ перекинув далекий кінець злітно-посадкової смуги. З 12 членів екіпажу і 157 пасажирів на борту було вбито три пасажири[2].

- На 14 січня 2019 року Boeing 707 вантажні розбився недалеко від міста Кередж, Іран[3]. Літак повинен був приземлитися в міжнародному аеропорту Payam, але екіпаж помилково приземлився на авіабазі Фатх[en]. З 16 людей на борту вижив лише один[4].